# Лорейру, Луиш
Луиш Фернанду да Граса Лорейру (порт. Luis Fernando da Graça Loureiro; 4 декабря 1976, Синтра, Португалия) — португальский футболист, опорный полузащитник.

## Клубная карьера
Луиш начал свою футбольную карьеру в родном городе в клубе «Синтранс», затем он играл во многих португальских и зарубежных клубах: «Портимоненсе», «Насьонал», «Жил Висенте», «Брага», московское «Динамо», лиссабонский «Спортинг», «Эштрела» из города Амадора, «Анортосис», «Боавишта».
Выделяется домашняя победа над «Бенфикой» в сезоне 2005/06 со счётом 2:1.
В 2007 году тренер клуба «Анортосис» Темури Кецбая назвал Лорейру «лентяем, который всё ещё находится на каникулах», и вскоре Луиш покинул клуб.
В конце концов, после выступлений за ряд зарубежных клубов, в январе 2008 года Луиш вернулся в Португалию, подписав контракт с клубом «Боавишта». В июле 2008 года перешёл в клуб, в котором начинал свою карьеру — «Портимоненсе».

## Международная карьера
Луиш сыграл шесть игр за сборную Португалии, все в 2003 году, когда он выступал за клуб «Жил Висенте». Первый раз он вышел за сборную 12 февраля в товарищеском матче, в котором сборная Португалии проиграла сборной Италии 0:2. Последний раз за сборную он сыграл 10 июня в товарищеском матче со сборной Боливии (сборная Португалии одержала победу 4:0).